# محمد عبد الحليم عمر
الأستاذ الدكتور محمد عبد الحليم عُمَر (1942- 2020). أستاذ المحاسبة بجامعة الأزهر، وعضو مجمع الفقه الإسلامي الدولي في جدة.

## ميلاده وتعليمه
وُلِد في محافظة الشرقية في جمهورية مصر العربية في 4/3/1942 م. وحفظ القرآن الكريم وعمره ثمان سنوات، وحصل على شهادتي الابتدائية والثانوية الأزهرية عام 1963م.
حصل على درجة بكالوريوس التجارة شعبة المحاسبة من كلية التجارة في جامعة الأزهر بتقدير عام جيد جداً مع مرتبة الشرف سنة 1968م كما حصل على درجة الماجستير في المحاسبة عن رسالة بعنوان: «دور المحاسبة في الرقابة على أموال القطاع العام في مصر» من كلية التجارة في جامعة القاهرة عام 1976م وعلى درجة الدكتوراه في المحاسبة عن رسالة بعنوان: «الرقابة على الأموال في الفكر الإسلامي» من كلية التجارة جامعة الأزهر عام 1982م مع التوصية بطبع الرسالة على نفقة الجامعة وتبادلها مع الجامعات الأخرى.
عمل مدرسا بكلية الدراسات التجارية بدولة الكويت في الفترة من 1977 وحتى 1981 وأستاذ مشارك بجامعة أم القرى بمكة المكرمة من 1988 وحتى 1993 وأستاذ بكلية التجارة جامعة الأزهر من 1993م وحتى 2020.

## إصدار قانون للزكاة عام 2002
طرحت جامعة الأزهر ممثلة في الدكتور محمد عمر مدير مركز صالح كامل للاقتصاد الإسلامي فكرة إصدار تشريع جديد من جانب الحكومة المصرية لتقوم الدولة بموجبه بجمع الزكاة بجانب الضرائب، وأشارت التوقعات أن الحكومة المصرية تستطيع جمع ما يزيد على 12 مليار جنيه سنويا كتقدير لقيمة الزكاة في مصر في حالة إصدار القانون. وبرر دكتور عمر أن الزكاة ركن من أركان الإسلام وأداؤها مسؤولية كل مسلم مالك للمال ومسؤولية على الدولة في إطار واجبها المقرر بحراسة الدين وسياسة الدنيا، وأن الدين يحتم إصدر قانون ينظم قيام الدولة بهذا الدور .
ولاحقا رفض شيخ الأزهر محمد سيد طنطاوي مشروع القانون الجديد. وذلك بسبب أن الزكاة عبادة من العبادات لا تتطلب قوانينا، فهي حق على كل مسلم يملك النصاب ولا تحتاج إلى إجبار، وأن إيجاد قانون لفرض الزكاة سيتسبب في الخلط بينها وبين الضرائب وقد يؤدي لبس وخاصة لغير المسلمين.

## مشروع بيت الزكاة والصدقات المصري عام 2014
طلب شيخ الأزهر أحمد الطيب من الدكتور مشروع قانون لبيت الزكاة المصري المخطط لإنشاؤه عام 2014، فقدم مشروعا متكاملا من خلاصة جهد سنوات من العمل في مركز صالح كامل للاقتصاد الإسلامي. وكان مشروع مقترح قانون الزكاة تصورا كاملا لتحصيل وتوزيع الزكاة وإظهار الجوانب الشرعية والإدارية والجوانب الأخرى. وكان يعتمد مشروع القانون على جمع الزكاة طواعية ومن ثم تشرف الدولة من خلال المؤسسة الدينية (وزارة الأوقاف) علي توزيعها بشكل مستقل وشفاف.

## النتاج العلمي
من التصانيف ما يربو على ثمانين كتابًا وبحثًا كلها اقتصادية، ومنها:
1. المحاسبة الحكومية ـ التأصيل العلمي ـ الإطار التطبيقى بالمقارنة مع الفكر الإسلامى ـ صدر في عدة طبعات آخرها 2000م نشر دار الكتاب الجامعى
2. المراجعة والفحص ـ نشر كلية الشريعة والدراسات الإسلامية بجامعة أم القرى 1990م
3. النظام المحاسبى الموحد ـ نشر دار الكتاب الجامعى 1988م
4. المحاسبة القومية ـ نشر دار الكتاب الجامعى ـ صدر في عدة طبعات آخرها عام 2000م[15]
5. المحاسبة المتقدمة ـ نشر مؤسسة الرسالة 2001م[16]
6. الإطار الشرعى والاقتصادى والمحاسبى للسَّلم ـ نشر المعهد الإسلامى للبحوث والتدريب التابع للبنك الإسلام للتنمية بجدة ـ صدرت منه ثلاث طبعات آخرها 2000م وترجم إلى الإنجليزية والفرنسية.[17]

1. لإطار الشرعى والمصرفى والمحاسبى لبطاقات الائتمان ـ نشر مؤسسة مانتراك ـ عام 1997م.[18]
2. التنظيم المحاسبى للبنوك الإسلامية, نشر مكتب توزيع الكتب بكلية التجارة جامعة الأزهر
3. القضايا الاقتصادية المعاصرة من منظور إسلامى ـ نشر مركز صالح كامل للاقتصاد الإسلامي 2001م
4. من قضايا الأسواق المعاصرة من منظور إسلامى نشر المركز
5. دراسات وبحوث الوقف- نشر المركز
6. الذنوب والعقوبات الاقتصادية- نشر المركز
7. الدعاء الاقتصادى – نشر المركز
8. دراسات وبحوث في الأوقاف – نشر المركز
9. شرح معايير المحاسبة للبنوك الإسلامية الصادرة عن هيئة المحاسبة للمؤسسات المالية الإسلامية – مادة علمية لدورة تدريبية
10. الاحتياط ضد مخاطر البنوك الإسلامية – مادة علمية لدورة تدريبية
11. السوق المالية الإسلامية – مادة علمية لدورة تدريبية[19]
12. التنظيم المحاسبى لصناديق الزكاة في البنوك الإسلامية ـ نشر بمجلة الدراسات التجارية الإسلامية بمركز صالح كامل عام 1984م.
13. الاحتياط ضد مخاطر الائتمان بالتطبيق على البنوك الإسلامية ـ نشر بمجلة الدراسات التجارية الإسلامية بمركز صالح كامل عام 1985م.
14. المنهج الإسلامى للمحاسبة عن التضخم ـ نشر مجلة كلية التجارة ـ جامعة عين شمس 1992
15. أولويات الاستثمار في الإسلام ـ بحث مقدم إلى المؤتمر الحادي عشر للإحصاء والعلوم الاجتماعية المنعقد بالقاهرة عام 1986
16. الموارد المالية في صدر الإسلام ـ بحث مقدم إلى ندوة الموارد المالية في الإسلام المنعقدة بجامعة اليرموك عام 1986
17. التفاصيل العملية لعقد المرابحة في النظام المصرفى الإسلامى ـ بحث مقدم للمؤتمر السنوى لمؤسسة آل البيت بالأردن 1986
18. تساؤلات وإجابات حول الزكاة ـ بحث مقدم إلى ندوة البركة المنعقدة بالقاهرة عام 1988
19. السلوك الإسلامى في الإنتاج ـ بحث مقدم إلى ندوة : القيم الإسلامية والتنمية المنعقد بمدينة قسطنطينية بالجزائر عام 1988
20. المالية العامة للدولة في الإسلام ـ مقدم إلى المؤتمر الاقتصادى الأول بالهيئة العليا للعمل على استكمال تطبيق الشريعة الإسلامية بالكويت.عام 1993
21. المعالجة المحاسبية لأرباح صناديق الاستثمار من منظور إسلامي، بحث مقدم لندوة: صناديق الاستثمار في مصر : الواقع والمستقبل. المنعقدة بمركز صالح كامل للاقتصاد الإسلامي 1997
22. الإفصاح المحاسبى في الجمعيات الخيرية الأهلية، بحث مقدم لندوة : التقييم الاقتصادى والاجتماعى للجمعيات الأهلية الخيرية. المنعقدة بمركز صالح كامل للاقتصاد الإسلامى عام 1997م.
23. مؤشرات تقييم الأداء الاقتصادى للجمعيات الخيرية الأهلية، بحث مقدم لندوة : التقييم الاقتصادى والاجتماعى للجمعيات الأهلية الخيرية. المنعقدة بمركز صالح كامل للاقتصاد الإسلامى عام 1997م.
24. الأمن والاقتصاد من منظور إسلامى، مقدم إلى منتدى: الأمن والتنمية الاقتصادية ـ المنعقد بمركز صالح كامل للاقتصاد الإسلامي عام 1997
25. الجوانب الشرعية العامة للشركات العاملة في مجال الأوراق المالية، مقدم إلى منتدى: الشركات العاملة في مجال الأوراق المالية ـ المنعقد بمركز صالح كامل للاقتصاد الإسلامي عام 1997
26. المعالجة المحاسبية لآثار التضخم على الحقوق والالتزامات بالتطبيق على البنوك الإسلامية – بحث مقدم لحلقة العمل الثالثة لمجمع الفقه الإسلامى الدولى- البحرين 1997
27. التفسير الإسلامى لأزمة بورصات دول جنوب شرق آسيا ـ مقدم إلى منتدى: أزمة البورصات العالمية ـ المنعقد بمركز صالح كامل للاقتصاد الإسلامي عام 1997
28. قضايا ومسائل البحث في الاقتصاد الإسلامى ـ ورقة عمل مقدمة إلى حلقة نقاشية بالمركز 1997
29. التفسير الاقتصادى للبيوع المنهى عنها شرعاً ـ بحث مقدم إلى الحلقة النقاشية الثانية بمركز صالح كامل للاقتصاد الإسلامي عام 1997
30. التجارة الإلكترونية من منظور إسلامي ـ بحث مقدم إلى الحلقة النقاشية الثانية بمركز صالح كامل للاقتصاد الإسلامي عام 1997
31. التأجير التمويلى من منظور إسلامي ـ ورقة عمل مقدمة إلى حلقة نقاشية بالمركز 1998
32. الصرافة وتحويل العملات بين الواقع المعاصر والتشريع الإسلامي ورقة عمل مقدمة إلى حلقة نقاشية بالمركز 1998م.
33. حماية البيئة من التلوث من منظور إسلامى ـ مقدم إلى منتدى: حماية البيئة من التلوث واجب دينى ـ المنعقد بمركز صالح كامل للاقتصاد الإسلامي عام 1998
34. ثلاث بحوث في الزكاة مقدمة إلى ندوة: التطبيق المعاصر للزكاة المنعقدة بمركز صالح كامل للاقتصاد الإسلامي عام 1998
35. منح الائتمان من منظور إسلامى ـ بحث مقدم إلى ندوة الائتمان والمداينات بين الواقع المعاصر والتنظيم الإسلامي بمركز صالح كامل عام 1998
36. التصرف في الديون الواقع والتشريع الإسلامى- بحث مقدم للمنتدى الخامس بالمركز حول: المدينات والائتمان بين الواقع والتشريع الإسلامى 1998
37. الأدوات المالية الإسلامية لسد عجز الموازنة العامة للدولة ـ بحث مقدم إلى المؤتمر الدولى حول: الصناعة المالية الإسلامية المنعقد بالإسكندرية بمشاركة جامعة الإسكندرية والبنك الإسلامي للتنمية 1999
38. الفقر والفقراء في الإسلام ـ مقدم إلى ندوة: الفقر والفقراء في العالم الإسلامى المنعقدة بمركز صالح كامل للاقتصاد الإسلامي عام 1999
39. تنويعات إسلامية حول اليورو ـ مقدم إلى منتدى العملة الأوروبية الموحدة (اليورو) وأثره على الدول الإسلامية المنعقد بمركز صالح كامل للاقتصاد الإسلامى عام 1999
40. التوبة من المال الحرام ـ ورقة عمل مقدمة إلى حلقة نقاشية بالمركز 1999 [20][21]
41. القواعد الشرعية وتطبيقاتها على المعاملات المالية ورقم عمل مقدمة إلى حلقة نقاشية بالمركز 1999 [22]
42. الاقتصاد الإسلامي والعولمة ـ بحث مقدم إلى ندوة ثقافية بجمعية أصدقاء القلب بالقاهرة عام 1999[23]
43. الأخلاق والمحاسبة ـ مقدم إلى ندوة: القيم الإسلامية والاقتصاد المنعقدة بمركز صالح كامل للاقتصاد الإسلامي عام 2000[24]
44. ديمقراطية التمويل وقانون الإقراض العقارى ـ مقدم إلى ندوة : قانون الإقراض العقارى ـ المنعقدة بمركز صالح كامل للاقتصاد الإسلامي عام 2000

و غير ذلك من الكتب والأبحاث.

## مشاركاته العلمية
- المشاركة في وضع القوانين الاقتصادية من منظور إسلامى للاتحاد السوفييتى سابقاً 1990[25]
- إعداد الدراسات المحاسبية والشرعية الخاصة بوضع المعيار المحاسبى للمضاربة في البنوك الإسلامية بواسطة هيئة المحاسبة والمراجعة للمؤسسات المالية الإسلامية بالبحرين 1994
- إعداد الدراسات المحاسبية والشرعية الخاصة بوضع معيار حسابات الاستثمار في البنوك الإسلامية بواسطة ذات الهيئة السابقة بالبحرين 1995
- مقترح مشروع قانون الزكاة ـ بحث مقدم إلى ندوة الزكاة والضرائب ـ المنعقدة بمركز صالح كامل للاقتصاد الإسلامي عام 2001
- تحكيم عدد من الجوائز العلمية لعدة جهات منها مؤسسة اقرأ ـ جائزة المستشار الفنجرى ـ جائزة الشيخ صالح كامل.[25]

## وفاته
توفي يوم الإثنين 24-2-2020